# King’s School (Gütersloh)
King’s School war eine weiterführende Schule („secondary school“) für Schüler zwischen 11 und 18 Jahren in der ostwestfälischen Kreisstadt Gütersloh. Besucht wurde sie von Kindern der in der Region stationierten britischen Armeeangehörigen. Einige der Schüler reisten werktäglich mit Bussen aus Bielefeld, Herford oder Münster an. Für bis zu 80 Kinder und Jugendliche standen seit 1994 Übernachtungsmöglichkeiten auf dem Schulgelände zur Verfügung.
King’s School wurde am 19. September 1960 eröffnet. Die Schule liegt im Stadtteil Sundern auf dem Gelände einer ehemaligen Luftnachrichtenkaserne der deutschen Luftwaffe. Das Gelände an der Dalke wurde nach dem Krieg unter dem Namen „Mansergh Barracks“ von den Briten übernommen. Die Kasernengebäude der King’s School wurden nach und nach den Erfordernissen eines Schulbetriebes angepasst.
Auf dem Gelände bestanden hervorragende Sportmöglichkeiten;  ein Kunst- und mehrere Naturrasenplätze umfassten Spielfelder für Fußball, Rugby, Hockey und Cricket, zudem gab es Tennis- und Netballplätze. Neben der Sporthalle der Armee waren zwei eigene Turnsäle vorhanden.
Die Schule folgte dem sogenannten National Curriculum. Außerhalb des Unterrichts konnten die Schüler Freizeitangebote der Schule wahrnehmen, darunter Schach, Tanz, Fotografie, Film, Drucktechnik, Nähen, Modedesign, Gartengestaltung, Fitness, Karate, Ultimate und Jonglage.
In einem benachbarten Gebäude befand sich ab 1965 die Haig School, eine Grundschule („primary school“) für Kinder bis 11 Jahre.
Beide Schulen wurden nach Abzug der britischen Truppen im Jahr 2019 geschlossen.

## Persönlichkeiten
- Tim Montgomerie (* 24. Juli 1970), bis 1988 Schüler der King’s School, ist Blogger, Kolumnist und Mitgründer der Denkfabrik „Centre for Social Justice“.
- Gordon Pritchard (1. Oktober 1974 bis 31. Januar 2006), Schüler der King’s School und später Corporal bei den Royal Scots Dragoon Guards, war der 100. britische Soldat, der im Irakkrieg fiel.